# Носова, Марианна Александровна
Марианна Александровна Носова (в девичестве — Язепчик) (род. 22 апреля 1987) — российская волейболистка, связующая.

## Биография
Родилась 22 апреля 1987 года в Тбилиси. Начала профессиональную карьеру в команде «Университет-Белогорье». В дальнейшем выступала за такие клубы, как «Обнинск», «Уфимочка-УГНТУ», «Воронеж», «Сахалин», «Хапоэль Ирони», «Динамо» (Краснодар), «Тулица».
В 2021 году подписала контракт с командой «Протон», в составе которой в 2023 году стала бронзовым призёром чемпионата России, после чего покинула клуб.

## Личная жизнь
Замужем за волейболистом Александром Носовым.

## Достижения

### С клубами
- Бронзовый призёр чемпионата России 2023
- Обладательница Кубка России 2008
- Серебряный призёр чемпионата Израиля 2016
- Полуфиналистка Кубка вызова ЕКВ 2018